# Sofia Colombo
Sofia Colombo (Bergamo, 21 aprile 2001) è una calciatrice italiana, centrocampista del Como 1907.

## Carriera

### Club
Sofia Colombo cresce con i genitori a Terno d'Isola appassionandosi al calcio fin da giovanissima, giocando nelle squadre a formazione mista del Villa d'Adda e poi del Monvico fino al raggiungimento dell'età massima prevista dalla federazione per giocare con i maschietti. Per continuare l'attività agonistica si trasferisce al Mozzanica, vestendo l'allora tenuta biancazzurra delle squadre giovanili fino alla formazione U19 che disputa il Campionato Primavera.
Rimasta legata alla società anche dopo l'accordo con l'Atalanta dell'estate 2017, con la società che schiera la squadra con i colori della tenuta nerazzurra della squadra maschile, dalla stagione 2018-2019 viene schierata dal tecnico Michele Ardito fin dalla 1ª giornata di campionato, facendo il suo debutto in Serie A, massimo livello del campionato italiano femminile di calcio il 22 settembre 2018, nell'incontro perso in trasferta per 6-1 con le avversarie della Fiorentina. In quella stessa stagione segna la sua prima rete e la sua prima doppietta il 1º dicembre, alla 9ª giornata di campionato, siglando i gol dei parziali 2-0 e 4-0 per le nerazzurre nell'incontro casalingo vinto per 5-1 sul ChievoVerona Valpo.
Nell'estate 2019 si è trasferita all'Inter, con la quale ha giocato tre partite in Serie A. Per la stagione 2020-2021 è stata mandata in prestito al Verona, dove ha giocato tredici partite sempre in Serie A.
Nel luglio 2021 è stata mandata ancora una volta in prestito, questa volta al Napoli. Dopo una sola stagione a Napoli, conclusasi con la retrocessione della squadra in Serie B, è passata alla Lazio, anch'essa retrocessa in Serie B nella precedente stagione.
Nel gennaio 2025 viene acquistata dalla Sampdoria, in uno scambio con Alice Benoît che va in biancoceleste. Qui, alla guida di Stefano Castiglione prima e Fabrizio Casazza nelle ultime giornate, matura 11 presenze in campionato condividendo la frustrazione delle compagne che non riescono a sollevare la squadra dall'ultima posizione in classifica condannando le Doriane in cadetteria.
Conclusi gli obblighi contrattuali con la decisione del club di non iscrivere la squadra al campionato di Serie B 2025-2026, durante la sessione estiva di calciomercato 2025 viene annunciato il suo trasferimento al Como 1907, sposando il progetto del club lariano di allestire un organico in grado di puntare alla promozione in massima serie dopo aver ottenuto un posto in Serie B acquisendo il titolo sportivo del ChievoVerona FM.

## Statistiche

### Presenze e reti nei club
Statistiche aggiornate all'11 maggio 2025.
| Stagione        | Squadra         | Campionato      | Campionato | Campionato | Coppe nazionali | Coppe nazionali | Coppe nazionali | Coppe continentali | Coppe continentali | Coppe continentali | Altre coppe | Altre coppe | Altre coppe | Totale | Totale |
| Stagione        | Squadra         | Comp            | Pres       | Reti       | Comp            | Pres            | Reti            | Comp               | Pres               | Reti               | Comp        | Pres        | Reti        | Pres   | Reti   |
| --------------- | --------------- | --------------- | ---------- | ---------- | --------------- | --------------- | --------------- | ------------------ | ------------------ | ------------------ | ----------- | ----------- | ----------- | ------ | ------ |
| 2018-2019       | Mozzanica       | A               | 20         | 2          | CI              | 1               | 0               |                    | -                  | -                  |             | -           | -           | 21     | 2      |
| 2019-2020       | Inter           | A               | 3          | 0          | CI              | 1               | 0               |                    | -                  | -                  |             | -           | -           | 4      | 0      |
| 2020-2021       | Verona          | A               | 13         | 0          | CI              | 0               | 0               |                    | -                  | -                  |             | -           | -           | 13     | 0      |
| 2021-2022       | Napoli          | A               | 17         | 0          | CI              | 2               | 0               |                    | -                  | -                  |             | -           | -           | 19     | 0      |
| 2022-2023       | Lazio           | B               | 28         | 2          | CI              | 2               | 0               |                    | -                  | -                  |             | -           | -           | 30     | 2      |
| 2023-2024       | Lazio           | B               | 24         | 3          | CI              | 1               | 0               |                    | -                  | -                  |             | -           | -           | 25     | 3      |
| 2024-gen. 2025  | Lazio           | A               | 4          | 0          | CI              | 2               | 2               |                    | -                  | -                  |             | -           | -           | 6      | 2      |
| Totale Lazio    | Totale Lazio    | Totale Lazio    | 56         | 5          |                 | 5               | 2               |                    | -                  | -                  |             | -           | -           | 61     | 7      |
| gen.-giu. 2025  | Sampdoria       | A               | 11         | 0          | CI              | 0               | 0               | -                  | -                  | -                  | -           | -           | -           | 11     | 0      |
| 2025-2026       | Como 1907       | B               | -          | -          | CI              | -               | -               | -                  | -                  | -                  | AWC         | -           | -           | -      | -      |
| Totale carriera | Totale carriera | Totale carriera | 120        | 7          |                 | 9               | 2               |                    | -                  | -                  |             | -           | -           | 129    | 9      |

## Palmarès

### Club
- Campionato italiano di Serie B: 1

Lazio: 2023-2024